# Kasra Mehdipournejad
Kasra Mehdipournejad (* 26. Dezember 1992 in Isfahan) ist ein iranischer Taekwondoin. 

## Karriere
Mehdipournejad begann im Alter von 10 Jahren, Taekwondo auszuüben. Er gewann mehrmals die iranische Meisterschaft und wurde zur Nationalmannschaft berufen. Als Mitglied des Teams der Islamischen Azad-Universität gewann Mehdipournjead zweimal die Iranian Taekwondo Super League. 
2017 verließ er Iran und lebt seitdem als Flüchtling in Berlin. Bei seinem ersten internationalen Wettkampf, der Dutch Open, gewann Mehdipournejad die Goldmedaille in der 74-kg-Gewichtsklasse und 10 Punkte für die olympische Rangliste.
Mehdipournejad ist Stipendiat des Internationalen Olympischen Komitees für Flüchtlingsathleten bei den Olympischen Spielen in Tokio 2021. Er nahm als Flüchtlingssportler an den Taekwondo-Weltmeisterschaften 2019 in Manchester teil.